# Église Saint-Laurent de Rozoy-sur-Serre
L'église Saint-Laurent est une église catholique située à Rozoy-sur-Serre, en France.
L'édifice est une ancienne collégiale dont le chœur date de la fin du XIIe siècle, le transept du XIVe siècle et les murs de la nef ont été reconstruits en brique en 1607. La façade ouest et les piliers de la nef datent du XIIIe siècle ont été restaurés à la fin du XIXe siècle. Elle fait partie des églises fortifiées de Thiérache. Elle est classée au titre des monuments historiques en 1986.

## Localisation
L'église est située dans le département français de l'Aisne, sur la commune de Rozoy-sur-Serre.

## Architecture
La collégiale a la forme d'une croix latine et présente deux sortes d'architecture bien distinctes ; une façade avec 3 portails avec ses faisceaux de colonnettes surmontées d'autant d'arceaux superposés, les piliers de ses portes latérales, la fenêtre du transept sud, l'abside arrondie en demi-hexagone avec ses nervures, le chœur polygonal et le sanctuaire avec leurs ogives, leurs trèfles et leurs hautes colonnes aux chapiteaux variés, appartiennent à la première période ogivale de la fin du XIIe siècle et du commencement du XIIIe siècle, les fonts baptismaux romans du XIIe siècle, les absidioles des XIIIe siècle et XIVe siècle, un autel en marbre et baldaquin en bois doré du XVIIe siècle.
L'existence des fonts baptismaux, classés le 11 décembre 1911, est certifiée dans les dénombrements fournis au roi : par Charles, comte de Nevers et de Rethel en 1446 et par le duc de Mazarin, le 11 avril 1669. Ils appartiennent au type des cuves quadrangulaires supportées par un fût central cantonné de quatre colonnettes, reposant sur un socle également quadrangulaire. La décoration de chacune des faces de la cuve consiste en quatre rinceaux discoïdes gonflés dont le point de départ est une tête renversée au bas de la partie médiane de la frise.
L'église Saint-Laurent est pleine de tombeaux de chanoines et de seigneurs, mais les pierres tombales ont presque toutes disparues, il ne reste guère qu'une seule inscription « Cigist dame Hortense Mancini, duchesse de Mazarin, comtesse de Rozoy ».

## Historique du chapitre
En 1017, Hildegaud, seigneur de Rozoy en Thiérache bâtit une église dans l’enceinte même de son château, qu’il fait consacrer par Adalbéron, évêque de Laon sous l’invocation de Saint-Laurent. En 1018, il demande à l’évêque l'autorisation d'y mettre quinze chanoines qu'il dote de biens considérables. 
Les revenus du chapitre s'étant accrus par suite des libéralités des seigneurs du lieu, les chanoines obtiennent en 1223, le partage des prébendes ; leur nombre est porté à vingt-neuf, le doyen jouit de deux prébendes. Les chanoines du chapitre mènent une vie commune et mangent à une même table jusqu'en 1223. Ils ne sont pas tous prêtres ; on compte parmi eux des diacres, des sous-diacres et même des clercs minorés qui doivent remplir les fonctions inférieures. Le chapitre nomme son doyen, dont l'élection se faisait au scrutin et à la pluralité des voix.
En 1602, la collégiale est détruite. Elle est remise en état et agrandie en 1607.
Le 13 février 1790, l'Assemblée constituante prononce l'abolition des vœux monastiques et la suppression des congrégations religieuses. Le 6 septembre 1790, par suite du décret de l'Assemblée nationale qui ordonne la vente des biens nationaux, le conseil municipal arrête qu'il sera fait soumission des terres appartenant au chapitre, sur les terroirs de Rozoy, Aprémont, Saint-Georges et Moligneaux. Le 1e novembre le chapitre est dissous. Saint-Laurent devient l'église de la paroisse.

### Doyens
- François de Fay d’Athies de Soize (1705-1793)[6].

### Chanoines
- Gérard Daloc, chapelain et curé de Vincy, chanoine vers 1347.
- Pierre d'Ailles (Petrus Roberti de Aquila), chanoine avant 1354, résignation en 1362, procureur du roi de France à la cour pontificale d'Avignon[7]
- Simon Quinart vers 1650.
- Martin Mallet, chanoine et curé de Rozoy vers 1687.
- Etienne Durin, bachelier de la Sorbonne, chanoine, doyen et curé de Rozoy, vers 1719-1724.
- François Létocart, prêtre, bachelier de la Sorbonne, chanoine, greffier et secrétaire du chapitre, vers 1730[8].
- Pierre Audry vers 1741.
- Jean-Baptiste Brucelle, prêtre, chanoine de l'église collégiale de Saint-Laurent de Rozoy, seigneur de La Petite-Ville-aux-Bois et de Lislet en partie, décédé à Rozoy-sur-Serre le 23 décembre 1753.
- Alexis Ogé, résignation en 1779.

#### Les derniers chanoines du chapitre en 1790[9]
- François de Fay d’Athies de Soize, doyen
- François Chastelain (1715-1790)
- Henri Chastelain
- Nicolas Vaudin (1729-1797), prêtre
- Pierre Rocourt (-†1790)
- Jean-Baptiste Robinet (-†1806), prêtre
- Philippe-François-Robert Maugras (-†1793)
- Jean-Baptiste Deneaux, prêtre
- Pierre Stupra (1732-1815), prêtre
- Pierre-Isidore Lemaire, dit Lemaire-le-jeune
- Jean-Bapiste-Joseph Lemaire, dit Lemaire-le-vieux ou le Grand-père, sous diacre
- Nicolas Huz (-†1808), prévôt du chapitre
- Jean -François Huz (-†1805)
- Antoine-Arthur Duval (1729-1793)
- Godefroy-Marie-Joseph Luce,
- Jean de Boste, prêtre
- Nicolas-Charles Tortuyaux,
- Guillaume Bertrand, chanoine et curé de paroisse
- Jean-Charles Pottelain (1735-1816) , prêtre, théologal (prédicateur du chapitre)
- Maurice Romagny, chanoine et théologal.
- Jacques-François Ogé (-†1838), chanoine en 1779, prêtre
- Etienne-Joseph Déniantes
- Jean-Baptiste-Michel Philippot (1732-1795)
- Codaire,
- Louis-Ferdinand d'Apruisy (-†1807)
- Xavier Romagny, ordre mineur
- Martin de Fay d'Athies, seigneur de Soize et de Renneval.

### Patronages et dîme
Le chapitre de la collégiale de Rozoy avait le patronage (possibilité de présenter à l'évêque, pour qu'il l'ordonne, le desservant d'une église) des cures où il dîmait.
Le chapitre pourvoyait à la collation (droit de conférer un bénéfice ecclésiastique) de ses vingt-neuf prébendes et nommait à des bénéfices hors de son église, qui consistaient en sept chapelles et vingt six cures. 
Cures
Les vingt-six paroisses étaient celles de  Rozoy , Parfondeval, Grandrieux, Brunehamel, Besleu (Belgique), Saint-Clément, Nampcelles, Gronard, Toulis, Lislet, Vincy, Plomion, La Neuville-Bosmont, Renneval, Vigneux, Burelles, Berlise, Chery-les-Rozoy, Sainte-Geneviève, Noircourt, Montloué, Goudelancourt, Montcornet, Dohis, Cuiry-lès-Iviers et Bosmont.
Chapelles
- Chapelle Saint-Nicolas de Rouvroy-sur-Serre.
- Sainte-Madeleine de Rozoy
- Saint-Michel de Rozoy
- Saint-Jean-Baptiste de Berlise
- Saint-Côme et Saint-Damien de Montcornet
- Sainte-Madeleine de Vigneux
- Saint-Nicolas de Gronard

### Patrimoine foncier
Le chapitre possédait la seigneurie de Raillimont, Apremont, Moligneaux, Wicheri et Saint-Georges, avec haute, moyenne et basse  justice ; des droits seigneuriaux sur quelques cantons de la paroisse de Dagny. Il avait conjointement avec le duc de Mazarin, comte de Rozoy, un droit de hallage dans ce bourg ; il jouissait d'une portion du terrage et avait des droits de lods et ventes dans la paroisse de Nampcelles ; des rentes des particuliers de Raillimont, en raison de la possession de leurs maisons ; des rentes à Moliginiaux, Raillimont, Rouvroy, Saint-Georges, Cuiry, Nampcelles, Magny, Parfondeval, Berlise et Archon. Le chapitre avait des droits, par préciput, sur la seigneurie et les dîmes de Chaourse, qui appartenaient à l'abbaye de Saint-Denis ; sur les seigneuries de Dizy et de Montloué, sur la Chartreuse du Val-Saint-Pierre, sur la seigneurie et le comté de Bancigny, sur la seigneurie et le moulin de Chéry-lès-Rozoy, sur le moulin de Baudry, dépendance de Grandrieux. 
Le chapitre avait deux moulins ; l'un à Rozoy l'autre, à Moligneaux. Il avait encore, dans l'enceinte de la paroisse de Rozoy une foulerie qu'il exploitait lui-même.
Il possédait environ mille six cent cinquante jalois de terre (vingt-neuf ares quatre-vingt-douze centiares) sur les terroirs de Rozoy, Chery, Archon, Grandrieux, Montloué, Morgny-en-Thiérache, Chaourse, Séchelles, La Ville-aux-Bois-lès-Dizy, Lislet.
En 1728, les revenus du chapitre de Rozoy, s'élevaient à vingt-deux mille cinq cent quatre-vingts livres, et en 1782 on les avait évalués à soixante-six mille huit cent vingt livres. Ces biens furent vendus à la Révolution comme biens nationaux.

### Héraldique
| Armoiries du chapitre Saint-Laurent de Rozoy-sur-Serre. | Les armes du chapitre se blasonnent ainsi : De gueules, à un Saint Laurent de carnation posé en fasce sur une grille de sable. |

## Galerie de photos

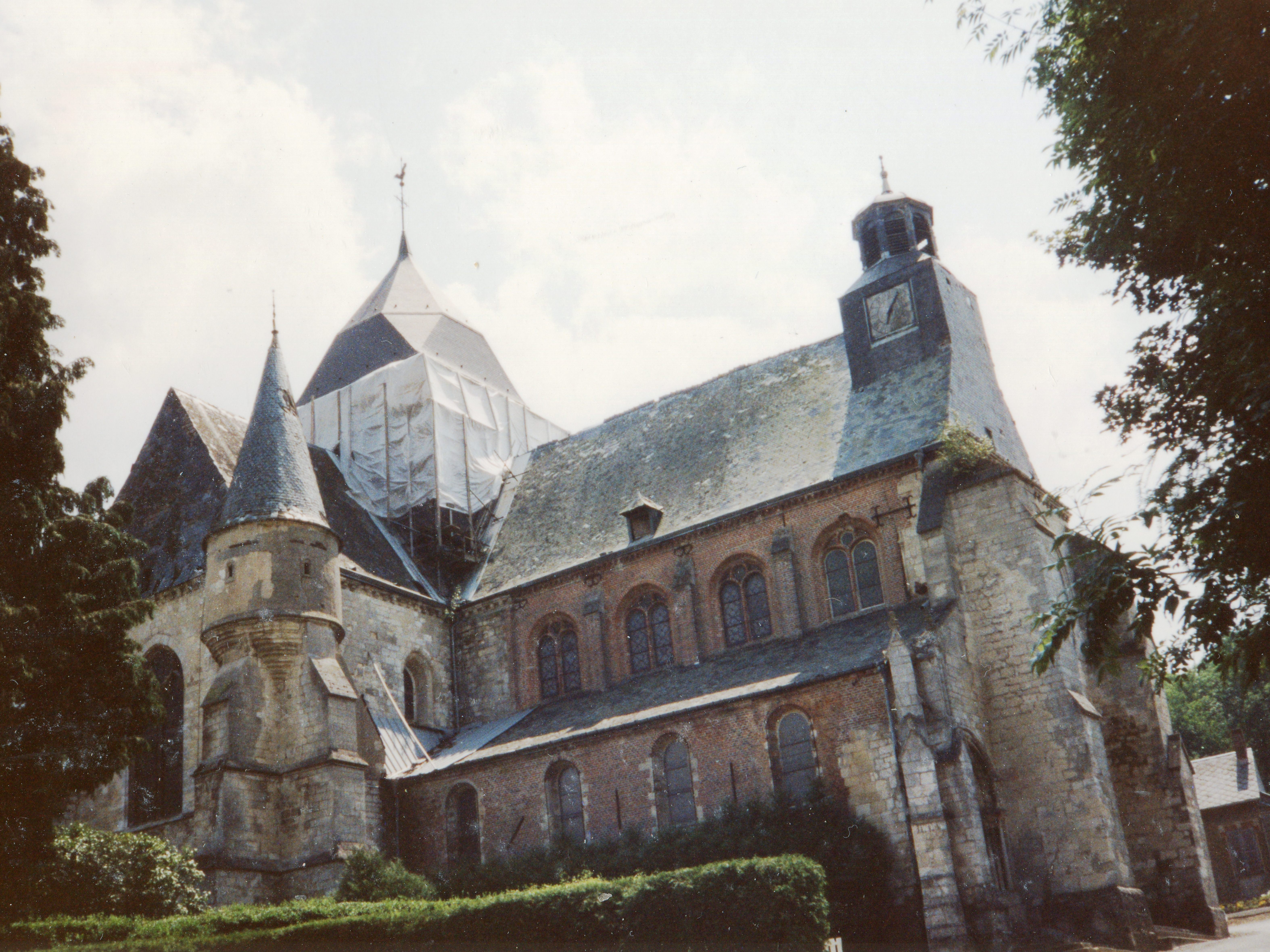
Vue générale
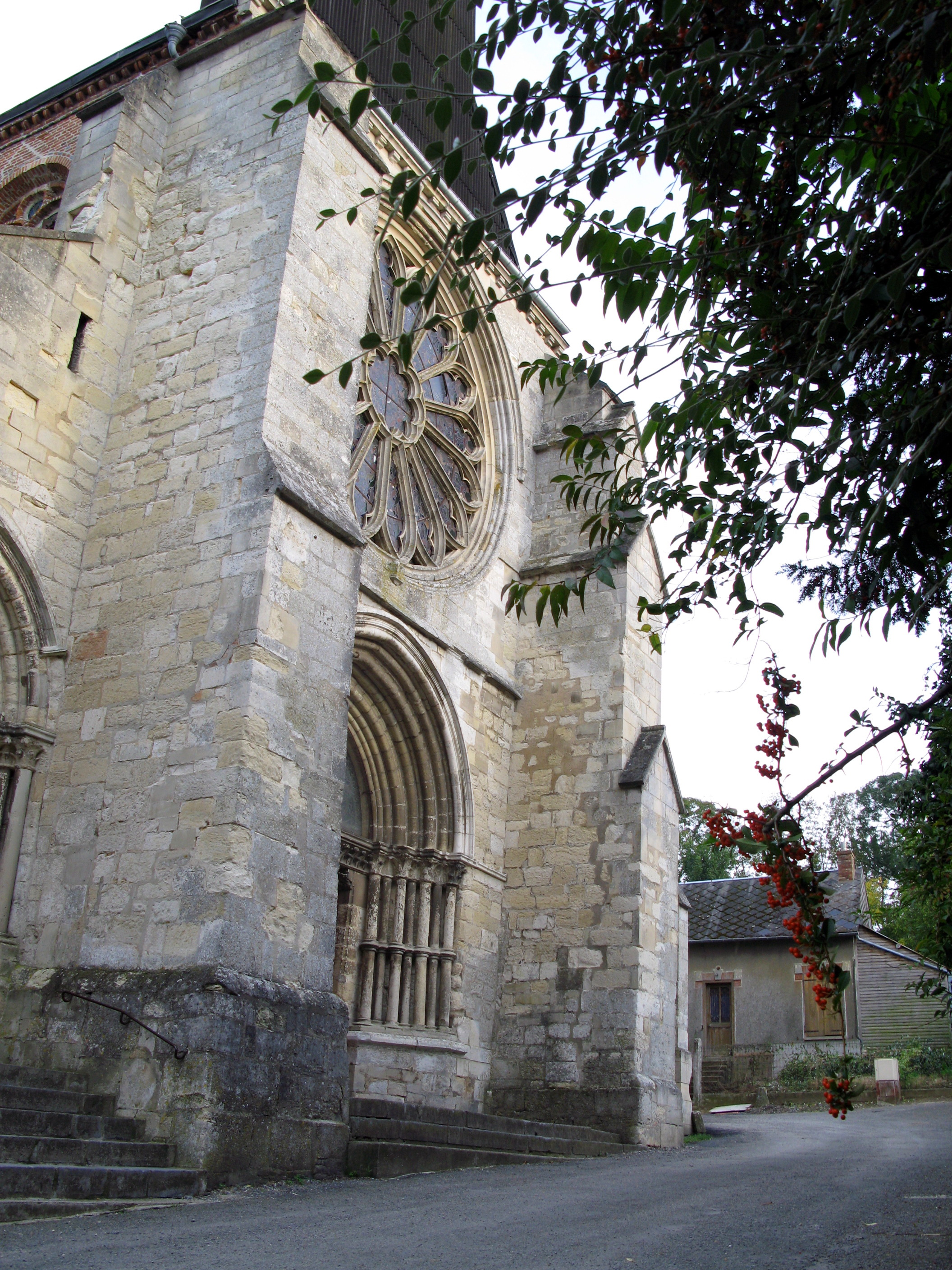
Façade ouest
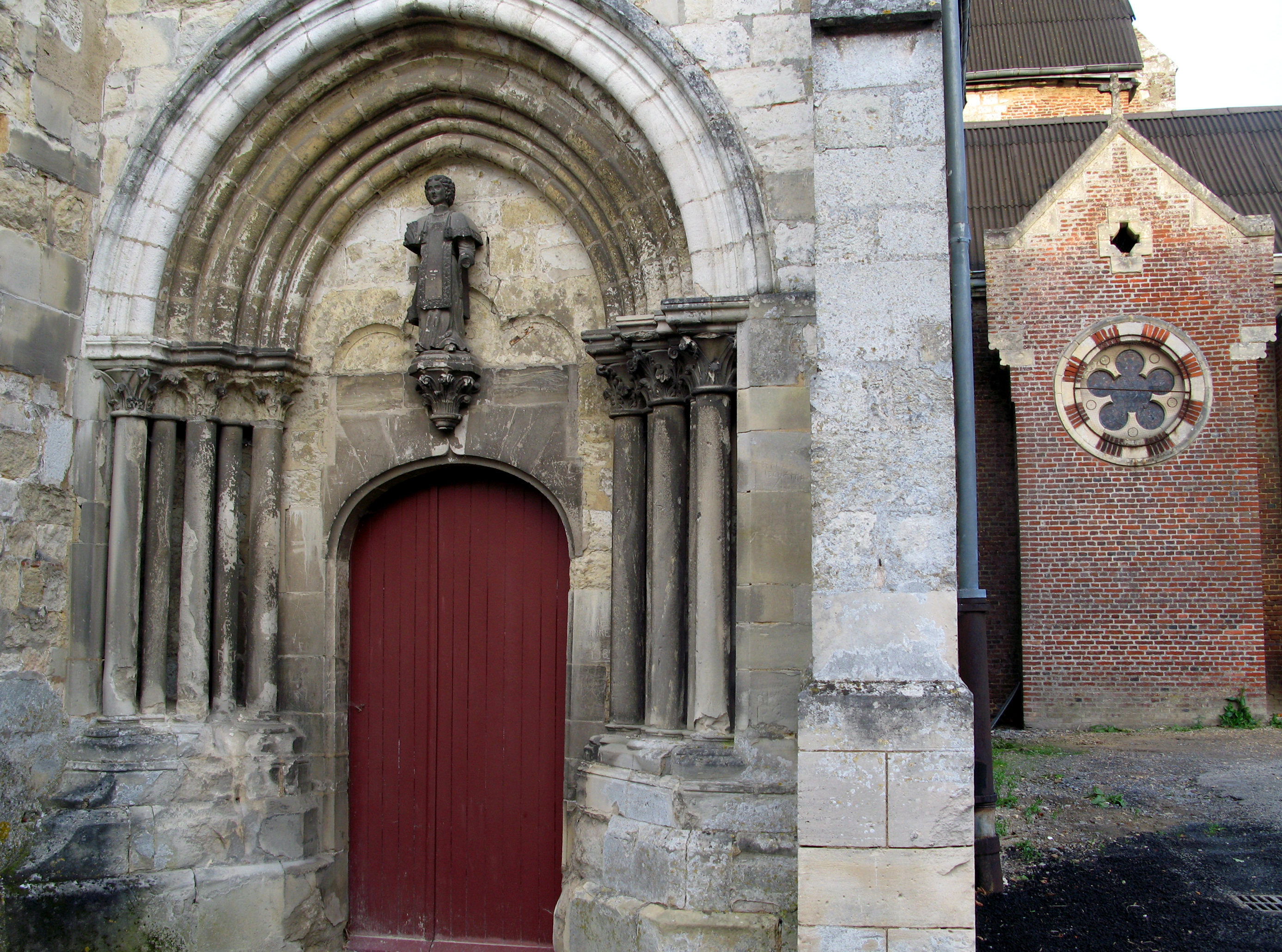
Portail ouest
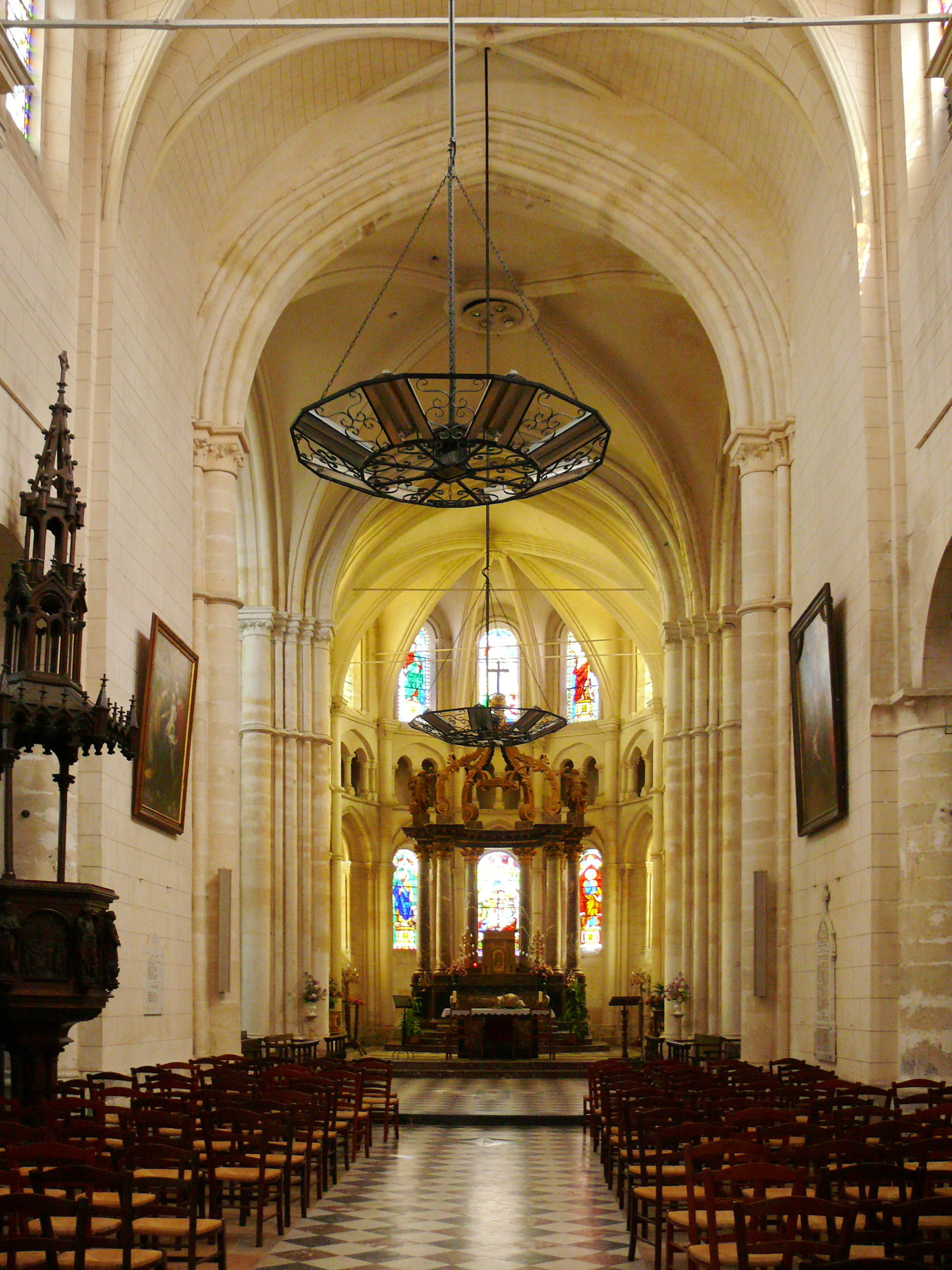
Nef
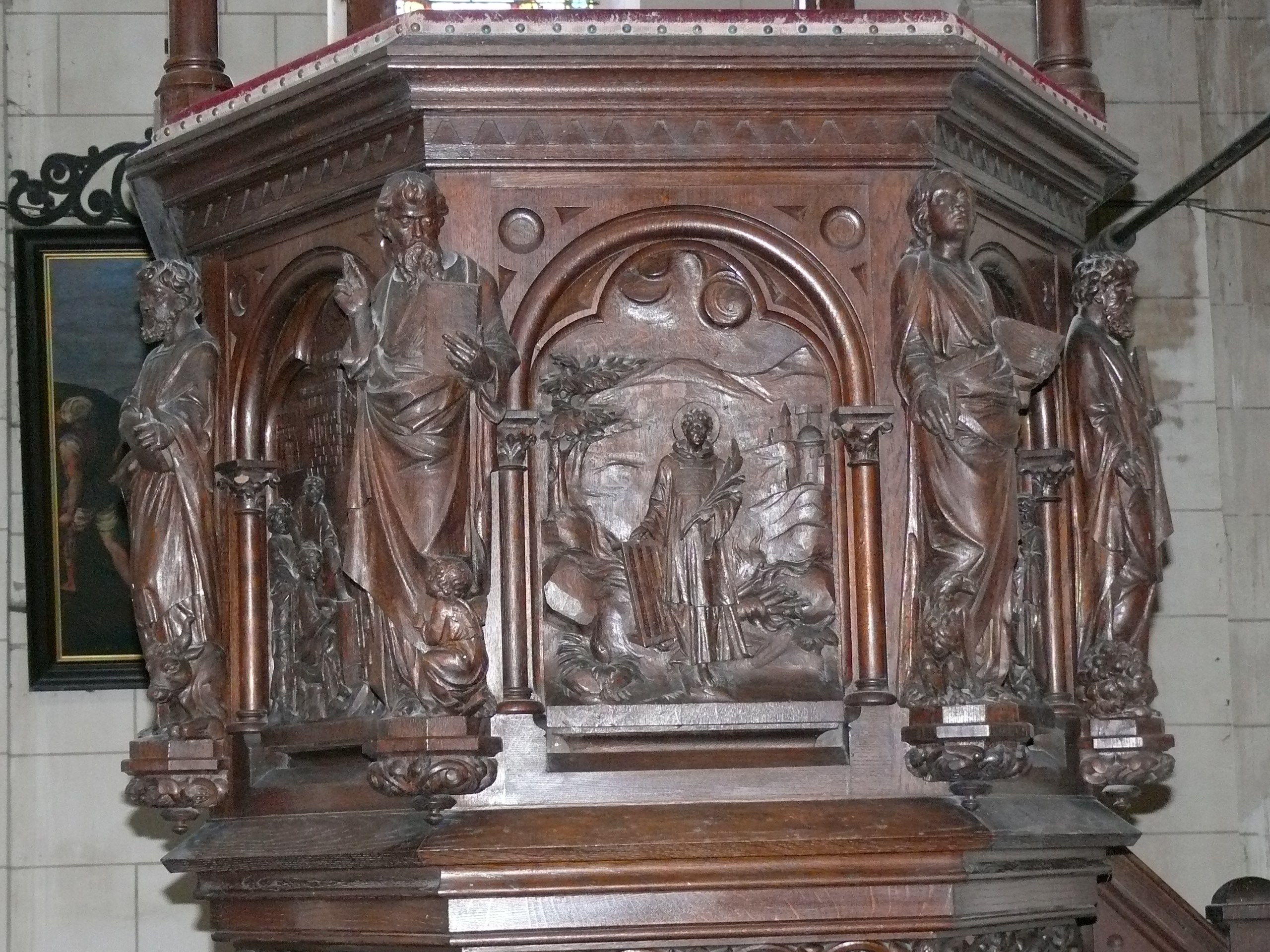
Détail de la chaire
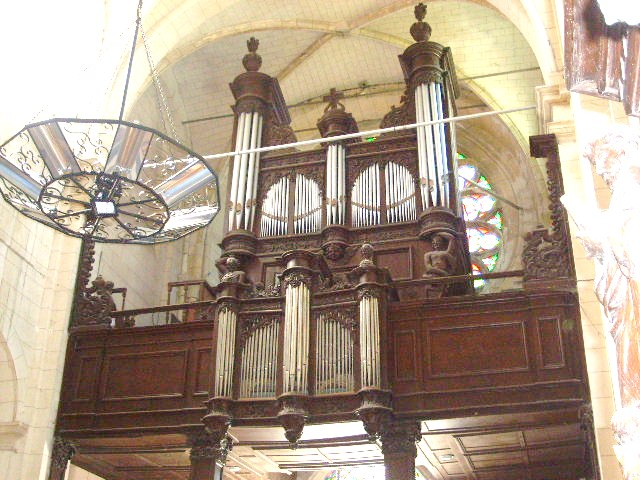
Buffet de l'orgue

## Millénaire collégiale Saint-Laurent
En 2018, a lieu le millénaire de la construction de l'ancienne collégiale Saint-Laurent pour l’occasion, l'association des amis de Rozoy et de sa collégiale ainsi que la commune organise le « Festival du millénaire » avec plusieurs manifestations tout au long de l'année 2018. À cette occasion, le 2 avril 2018, SAS le Prince Albert II de Monaco, l’héritier des Grimaldi est venu sur les terres que sa famille a dirigé durant une vingtaine d’années à la fin du XVIIIe siècle. Son ancêtre Dame Hortense de Mancini étant inhumée dans la collégiale. Les festivités de ce festival dureront jusque septembre. 